# Гимназия № 10 (Новокузнецк)
Многопрофильная гимназия № 10 — муниципальное образовательное учреждение города Новокузнецк. Старейшее учебное заведение города
Находится на улице, названной в честь выпускника и преподавателя 1914 года, — Шункова Виктора. Недалеко историко-мемориальная зона Кузнецк. В Современное здание переехала в 1970 году. Сейчас это четырёхэтажное типовое здание.

## История
- В начале — открытое в 1790 году уездное народное училище, одно из восьми «малых народных училищ» Сибири[2], закрытое через 6 лет[3]
- Переоткрыто в 1826 году, как мужское уездное училище[3]. Располагалось недалеко к югу от Центра Старого Кузнецка..
- Реконструирована в 1834 году.
- Являлось методическим центром для школ Кузнецкого уезда.
- В 1902 году Уездное училище было переименовано в Городское и ведена школьная форма.
- В 1912 году ведено совместное обучение, а школа переименована в Высшее Начальное смешанное училище.
- В 1920 году училище было переименовано в школу II ступени.
- В 1924 году школа переименовывается в девятилетку с педагогическим уклоном.
- В 1932 году школа получает № 10.
- В 1971 году школа возвращает статус средней школы.
- В 1996 году получает статус многопрофильной гимназии.

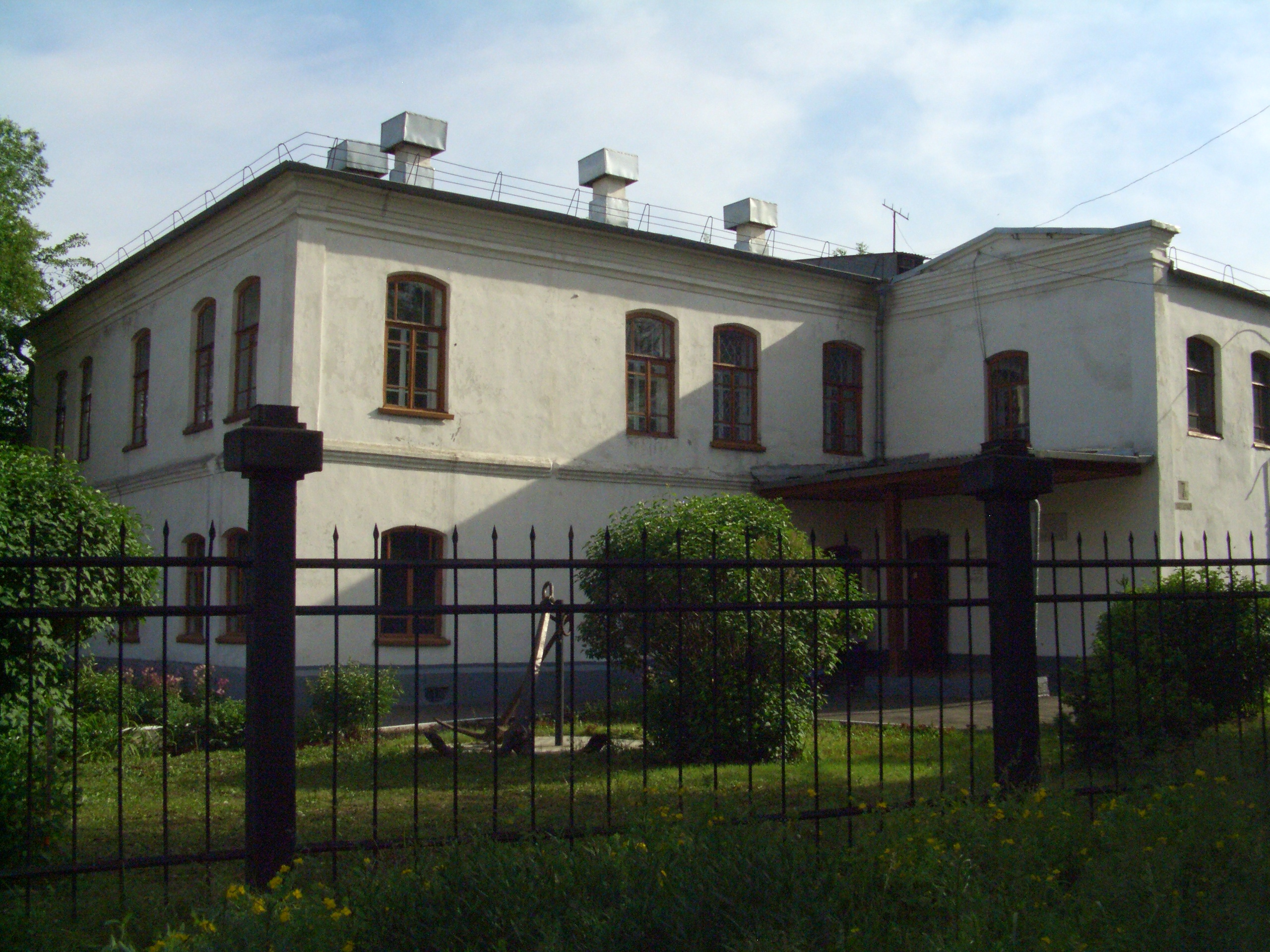
Здание уездного училища

- 18 июня 2019 года получает имя Достоевского [4]

## Известные преподаватели
- Шунков, Виктор Иванович — преподавал в возрасте 14 лет, помогал отцу.